# Aborto en los Países Bajos
El aborto o aborto inducido en los Países Bajos es legal a petición, con un período de espera de cinco días dentro del máximo de 24 semanas de gestación.

## Historia del aborto en los Países Bajos

### Legalización en el Código penal de 1886 y Leyes de Moralidad de 1911
El aborto fue legalizado bajo el Código Penal de 1886. Sin embargo, las condenas fueron casi excluidas por un requisito que la acusación probara que el feto había sido vivo hasta el aborto. Las Leyes de Moralidad de 1911 cerraron esta laguna jurídica y prohibieron todos abortos salvo los realizados para salvar la vida de la mujer.

### Ley de plazos de 1980
La ley que regula la interrupción voluntaria del embarazo en Países Bajos fue aprobada en 1980, entró en vigor en 1981 y su reglamento de aplicación fue aprobado en 1984. Es una ley de plazos que permite el aborto dentro de las 24 primeras semanas de gestación. En la práctica, la mayoría de los abortos se llevan a cabo dentro de las 22 semanas. Solo los abortos por razones médicas se extienden a la semana 24.
La legalización del aborto fue asunto de debate público en los Países Bajos durante los años 1970 cuando muchos otros países de Europa Occidental liberalizaron sus leyes. Sin embargo, los Estados Generales de los Países Bajos no pudieron alcanzar un consenso entre los que se opusieron a la legislación, los que estuvieron a favor de la legalización del aborto y los que favorecieron un compromiso. La ley de 1980 sobre el aborto entró en vigor en 1981 con un voto indeciso, 76 a favor y 74 en contra en la Segunda Cámara y 38 a favor y 37 en contra en la Primera Cámara. La ley dejó al aborto como un delito, salvo que sea realizado en un centro médico u hospital que tenga un certificado de aborto oficial dado por el gobierno holandés, y la mujer quien pide el aborto declare que considera la situación una emergencia.

#### Servicios sanitarios
Actualmente, hay poco más de 100 hospitales generales holandeses que son certificados para realizar abortos y 17 centros médicos especializados en este acto. Más de un 90% de abortos tiene lugar en los centros médicos especializados.
En los Países Bajos, se puede realizar un aborto en un centro médico u hospital en cualquier momento entre la concepción y la vitalidad del feto, propenso a un consejo psicológico y un período de espera de cinco días. Después del primer trimestre (aproximadamente 12 semanas), el procedimiento se hace más estricto ya que dos médicos deben dar su consentimiento al tratamiento. En la práctica, se realizan los abortos hasta aproximadamente 24 semanas del embarazo, aunque este límite es el tema de debate actual entre médicos en los Países Bajos, porque debido a avances médicos recientes, se puede considerar a un feto vivo antes de las primeras 24 semanas. Como resultado de este debate, es raro que se realicen los abortos después de 22 semanas de embarazo. Los abortos después del primer trimestre deben realizarse en un hospital certificado por el gobierno del país.

#### Número de abortos en Holanda
El número de abortos ha disminuido desde 1980 a aproximadamente 33.000 cada año, aproximadamente un 0.2% de habitantes. Esta cifra es parecida a la de otros países europeos.